# Proshermacha
Proshermacha is een geslacht van spinnen uit de familie van de Anamidae.

## Soorten
De volgende soorten zijn bij het geslacht ingedeeld:
- Proshermacha armigera (Rainbow & Pulleine, 1918)
- Proshermacha auropilosa (Rainbow & Pulleine, 1918)
- Proshermacha credo Wilson, Rix & Harvey, 2023
- Proshermacha cuspidata (Main, 1954)
- Proshermacha intricata (Rainbow & Pulleine, 1918)
- Proshermacha maculata (Rainbow & Pulleine, 1918)
- Proshermacha robertblosfeldsi Harvey, Wilson & Rix, 2023
- Proshermacha subarmata Simon, 1908
- Proshermacha telaporta Harvey, Wilson & Rix, 2023
- Proshermacha tepperi (Hogg, 1902)
- Proshermacha tigrina Simon, 1908
- Proshermacha villosa (Rainbow & Pulleine, 1918)
- Proshermacha wilga Leenders, Beach & Harvey, 2023